# Cuentos populares de las Tierras Altas del Oeste

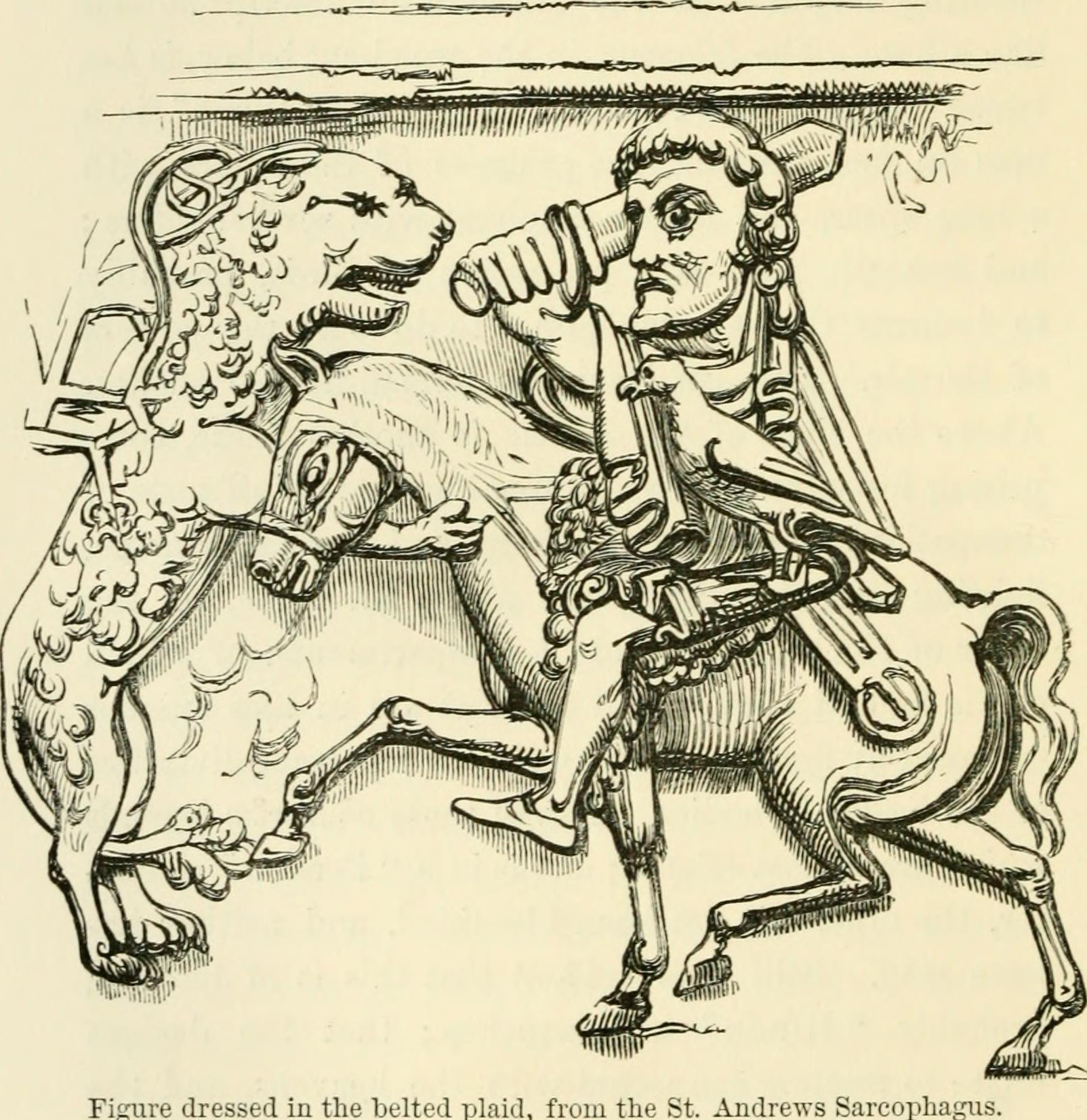
Detalle del sarcófago de St Andrews

Popular Tales of the West Highlands, o Cuentos populares del Alto Oeste en español; es una colección de cuentos de hadas en cuatro volúmenes, recopilados y publicados por John Francis Campbell, y a menudo traducidos del gaélico. Alexander Carmichael fue uno de los principales contribuyentes. La colección en cuatro volúmenes se publicó por primera vez en 1860-1862 en Edimburgo. Una nueva edición (con paginación diferente) apareció bajo los auspicios de la Asociación Islay en 1890-1893. Campbell dedicó la obra en 1860 al hijo de mi jefe, el marqués de Lorne .
El volumen IV, subtitulado "Posdata", contenía diversos temas. La mayor parte se dedicó a comentar la controversia ossiana, el resto se llenó de descripciones de trajes tradicionales, música y tradiciones sobre seres sobrenaturales. Más tarde se publicó More West Highland Tales (1940), con traducciones de John Gunn McKay.

## Cuentos de hadas

### Volumen I
- El joven rey de Easaidh Ruadh
- La batalla de los pájaros
- El cuento de la capucha
- La doncella del mar
- Conall Cra Bhuidhe
- El cuento de Conal Crovi
- El cuento de Connal
- Mionachag de Murchag a
- El oso pardo de la cañada verde
- Los tres soldados
- La historia de la mascota blanca
- La hija de los cielos
- La niña y el hombre muerto
- El rey que deseaba casarse con su hija
- El hermano pobre y el rico
- El rey de las tres hijas de Lochlin
- Maol a Chliobain
- Fábulas
- Bailie Lunnain
- El campeón delgado y moreno
- La historia del Ceabharnach
- El cuento del muchacho astuto, el hijo de la viuda

### Volumen II
- El Pecho
- La Herencia
- Los tres hombres sabios
- Un rompecabezas
- El Ridere (Caballero) de los Acertijos
- El Burgo
- El Tulmán
- La isla de Pabaidh
- Santraigh
- Cailliach Mhor Chlibhrich
- El herrero y las hadas
  - kirkcudbright
  - Sutherland
  - Badenoch
  - Ross
  - Bearnairidh
  - La Isla del hombre
  - Devonshire
  - Conclusión: creencias de hadas
- La multa
- Los dos pastores
- Osean después del Feen
- El hijo de la viuda de Barra
- La historia de la reina que buscó de beber en cierto pozo
- El origen del lago Ness
- Conall
- Maghach Colgar
- El Brollachan
- Mac Brian
- Las tres viudas
- El hijo del campesino escocés que robó el caballo y la hija del obispo, y al propio obispo
- La viuda y sus hijas
- El cuento del soldado
- La astuta oveja gris
- El hijo de la viuda
- Mac-a-Rusgaich
- MacIain Direach
- Leigh Fearachur
- El cuento de Sgire Mo Chealag
- El gato y el ratón
- Las tres preguntas
- El hermoso Gruagach, hijo del rey de Eirinn
- El Caballero del Escudo Rojo
- La cola

### Volumen III
- "El jinete de Grianaig e Iain, el hijo del soldado ".
- Las preguntas de Fionn.
- Diarmaid y Grainne
- La balada de Diarmaid
  - La Historia de la Balada de Diarmaid, No. 1
  - La balada de Diarmaid, n.° 2
  - La balada de Yeearmaid. Número 3
  - La balada de Diarmaid, n.° 4
  - Fábulas
- Cómo el zorro se alejó de la cabra
- Cómo el gallo le dio la vuelta al zorro
- La gallina
- El barril de mantequilla
- El zorro y el pequeño Bonnach
- Caol Reidhinn. Por qué se le dio el nombre
- Tomás del Pulgar.
- Los toros.
- La sudadera con capucha Catequizando al joven
- La sudadera con capucha y el zorro
- El Muilearte Amarillo
- La historia de la balada del gran tonto.
- La balada del gran tonto
- Spagach del Loira de Guaigean Ladhrach
- Conall Gulban; o Guilbeinach, o Gulbairneach
  - Introducción
  - La historia de Conall Gulban
  - Historia del Rey de España.
  - La historia de Conall Gulban (Parte II)
- Juan, hijo del rey de Bergen
- El Maestro y su Hombre.
- La alabanza de Goll
- Osgar, el hijo de Oisein
- La balada de Osgar
- Cómo se creó el Een
- La razón por la que al Dallag (perro-pez) se le llama el pez del rey.
- La balada de Magnus
  - Manus
  - La canción de la herrería
- Duan Na Ceardach
  - Nighean Righ Fo Thuinn. La hija del rey Bajo-Olas

### Volumen IV
- Posdata
- I. Ossian, puntos de discusión, exposición del caso, opiniones actuales - inglés ; whisky escocés ; Irlandesa ; Argumentos irlandeses considerados, escocés tierras bajas.
- Autoridades: héroes de Ossian, referencias a fenianos y otras tradiciones, y a héroes y poemas osiánicos en escritos antiguos, ordenados cronológicamente.
- Evidencia publicada y libros
- Baladas populares
- Tradiciones gaélicas actuales
- Evidencia interna
- Ensayo sobre poesía gaélica de H. MacNair
- Carta de John Dewar
- Carta de DK Torrie
- Carta de Archibald Sinclair
- Carta de Alejandro Carmichael
- Conclusión
- Proverbios osiánicos e historia familiar
- II. Tradiciones: tradiciones británicas
- Historias galesas, etc., comparadas con el gaélico
- III. Mitología: teoría aria
- Historias de las Tierras Altas del Oeste
- Historia sobrenatural: toros y caballos de agua, boobrios, dragones, hadas, etc.
- Saga islandesa
- IV. Una súplica por el gaélico
- Lista de palabras sánscritas, Topografía, Algunas palabras comunes al gaélico y al inglés, Otros idiomas, Sajón
- V.Vestido Highland
- VI. El Arte Celta y su probable origen
- VII. Música
- Conclusión
- Lista de baladas recopiladas oralmente
- Referencias a baladas impresas
- Lista de historias recopiladas
- Índice